# Vida privada (película de 1982)
Vida privada (en ruso, Частная жизнь transliterado, Chastnaya zhizn) es una película dramática soviética de 1982 dirigida por Yuli Raizman. Fue nominada al Premio Óscar a la Mejor Película en Lengua Extranjera en 1982.

## Parcela
Cuando dos compañías cinematográficas se fusionan, el exdirector de una de ellas debe jubilarse. Inesperadamente, ahora se enfrenta a la falta de comprensión de su esposa e hijos. La soledad, la autocompasión y los celos lo obligan a examinar críticamente su vida por primera vez.

## Reparto
- Mikhail Ulyanov como Sergei Nikitich Abrikosov
- Iya Savvina como Natalia Ilinichna
- Irina Gubanova como Nelli Petpovna
- Tatyana Dogileva como Vika
- Aleksei Blokhin como Igor
- Elena Sanayeva como Marina
- Liliya Gritsenko como Marya Andreevna
- Yevgeni Lazarev como Viktor Sergeyevich Petelin